# Ázsiai rézkakukk
Az ázsiai rézkakukk (Chrysococcyx maculatus) a madarak osztályának kakukkalakúak (Cuculiformes) rendjébe, ezen belül a kakukkfélék (Cuculidae) családjába tartozó faj.

## Rendszerezése
A fajt Johann Friedrich Gmelin német természettudós írta le 1788-ban, még a trogonfélék (Trogonidae) családjába tartozó Trogon nembe Trogon maculatus néven.

## Előfordulása
Dél- és Dél-Délkelet-Ázsiában India, Srí Lanka, Nepál, Bhután, Banglades, Mianmar, Kína, Thaiföld, Kambodzsa, Laosz, Vietnám, Malajzia és Indonézia területén honos.
A természetes élőhelye szubtrópusi és trópusi síkvidéki- és hegyi esőerdők, valamint vidéki kertek. Vonuló faj.

## Megjelenése
Testhossza 17–18 centiméter, testtömege 23–30 gramm.
|  |

## Életmódja
Rovarokkal, hangyákkal, hernyókkal és bogarakkal táplálkozik, melyet a lombkorona szintjén keresgél.

## Természetvédelmi helyzete
Az elterjedési területe rendkívül nagy, egyedszáma viszont csökkenő, de még nem éri el a kritikus szintet. A Természetvédelmi Világszövetség Vörös listáján nem fenyegetett fajként szerepel.

## Külső hivatkozások
- Képek az interneten a fajról
- Videó a tojóról
- Xeno-canto.org - a faj hangja és elterjedési területe